# José Egídio Gordilho de Barbuda Filho
José Egídio Gordilho de Barbuda Filho, segundo visconde com grandeza de Camamu, (Ilha da Madeira, 25 de fevereiro de 1808 — Rio de Janeiro, 11 de março de 1867), foi um militar luso-brasileiro.
Ingressou no exército em 2 de novembro de 1818, chegando ao posto de marechal-de-campo em 2 de dezembro de 1859.
Participou da Revolução Farroupilha do lado legalista. Não conseguiu deter, no confronto da Ponte da Azenha, o avanço das forças de Bento Gonçalves sobre Porto Alegre, em 19 de setembro de 1835, movimento inicial da Revolução Farroupilha.
Foi ministro da Guerra entre 2 de fevereiro e 12 de maio de 1865.